# Робін Кук
Роберт Фінлейсон Кук (англ. Robert Finlayson Cook, 28 лютого 1946 — 6 червня 2005) — британський політик, член парламенту Великої Британії від Лейбористської партії з 1983 року. Один із найдосвідченіших державних діячів Великої Британії. Міністр закордонних справ у 1997—2001 роках.

## Біографічні відомості
Роберт Фінлейсон Кук (Robert Finlayson Cook) народився 28 лютого 1946 року в окружній лікарні Беллсгілла, Шотландія (Bellshill, Scotland) і був єдиним сином Пітера (Peter) і Крістіни Кук Лінч (Christina Cook Lynch). Батько Роберта був учителем хімії, що виріс у Фрейзербурзі (Fraserburgh), а його дід — шахтарем, який потрапив в чорні списки після участі у страйку.
Кук закінчив середню школу в Абердині (Aberdeen Grammar School), а з 1960 року навчався в Королівській середній школі (Royal High School) в Единбурзі. Спочатку він хотів присвятити себе церкві й стати шотландським священиком, але Роберт втратив віру і перемикнувся на політику. У 1965 році він став членом Лейбористської партії і позиціював себе атеїстом, переставши вірити в існування Бога до кінця своїх днів. Кук вчив англійську літературу в Единбурзькому Університеті, де отримав ступінь магістра. Він хотів стати доктором філософії, для чого як робочий матеріал своєї дисертації вибрав праці Чарлза Дікенса і вікторіанські романи і знаходився під опікою Джона Сазерленда, але в 1970 році відмовився від цього задуму.
Після того як Роберт деякий час пропрацював шкільним учителем, в 1971 році він став наставником — організатором Освітньої асоціації робітників у Лотіане і місцевої ради в Единбурзі. Він кинув обидві організації, коли в день свого 28-річчя в 1974 році був обраний членом парламенту. У вільний час Кук займався питаннями прогнозування скачок. Він потрапив на кінські перегони завдяки його дружині, Маргарет Кетрін Уітмор, з якою познайомився під час навчання в Единбурзькому університеті. Вони одружилися 15 вересня 1969 року в церкві Святого Альбана, в Уестбері Парк, Бристоль. У лютому 1973 року в пари народився перший син Пітер, а в травні 1994-го —другий, Крістофер.
У 1991—1998 роках Кук відповідав за щотижневу колонку в газеті «Глазго Геральд», де інформував громадськість про скачки.
Невдовзі після того, як він став міністром закордонних справ, Кук розірвав свій шлюб із Маргарет, давши зрозуміти, що у нього був роман з однією з його співробітниць, Гейнор Ріган. Він оголосив про свій намір кинути дружину і зробити своєю новою дружиною іншу жінку, зробивши це гучно 2 серпня 1997 року за допомогою преси в Лондонському аеропорті Хітроу. Його колишня дружина згодом звинуватила його в тому, що в шлюбі Робін був байдужий до неї, крутив кілька романів на стороні й був алкоголіком. Робін одружився з Гейнор у Танбрідж Уеллс, Кент, 9 квітня 1998 року, через чотири тижні після того, як його розлучення було оформлене офіційно.

На початку 2003 року Кук, за повідомленнями, був названий одним із головних супротивників кабінету військових дій проти Іраку, а 17 березня він пішов у відставку з Кабінету міністрів. Про причини своєї відставки Кук повідав у своїй заяві:
Я не можу взяти на себе колективну відповідальність за поточне рішення Великої Британії почати військові дії в Іраку без міжнародної угоди або внутрішньої підтримки.
Він також похвалив Тоні Блера за «героїчні зусилля» у просуванні так званої «другої резолюції» щодо іракської кризи роззброєння. Відставна мова Кука в парламенті була зустрінута оплесками з боку інших депутатів, а Ендрю Марр із BBC назвав цю промову «без сумніву, однією з найефективніших, блискучих відставних промов у сучасній британській політиці».
На початку серпня 2005 року Кук і його дружина Гейнор Ріган проводили двотижневу відпустку в горах Шотландії. 6 серпня 2005 року, приблизно о 2:20 ночі, під час прогулянки вниз по горі Бен Стек у Сазерленд, Кук несподівано переніс гострий серцевий напад, впав і знепритомнів. Вертоліт із медиками прибув через 40 хв після виклику. Робіна доставили в лікарню Реймор, Інвернесс, а Гейнор довелося спускатися з гори самій. Незважаючи на всі зусилля медичної бригади, щоб повернути Кука в стабільний стан у вертольоті, він так і не прийшов до тями. О 4:05 Кук був оголошений мертвим. Через два дні після його смерті з'ясувалося, що він помер від гіпертонічного кризу на тлі ішемічної хвороби серця.

## Цікаві факти
Роберт відкидав існування Бога, але похоронна служба 12 серпня 2005 року все ж пройшла в церкві, на якій був присутній міністр закордонних справ Німеччини Йошка Фішер. У своїй промові на похоронах друг Кука, гоночний експерт Джон Маккрірік, розкритикував прем'єр-міністра Великої Британії Тоні Блера за те, що той не прийшов на похорон Кука, перебуваючи у відпустці.

У січні 2007 року було побудовано надгробок на единбурзькому кладовищі, де покоївся Кук, з епітафією:
Можливо, мені не вдалося зупинити війну, але я дійсно закріпив право парламенту приймати рішення, пов'язані з війною.
Ця була пряме посилання на сильну опозицію Кука в 2003 році в питанні вторгнення в Ірак. За повідомленнями, слова для епітафії підбирала його вдова і два сини від попереднього шлюбу, Кріс і Пітер.